# Acritodon nephophilus
Acritodon nephophilus е вид растение от семейство Hypnaceae. Видът е критично застрашен от изчезване.

## Разпространение
Разпространен е в Мексико.